# Oulujoki

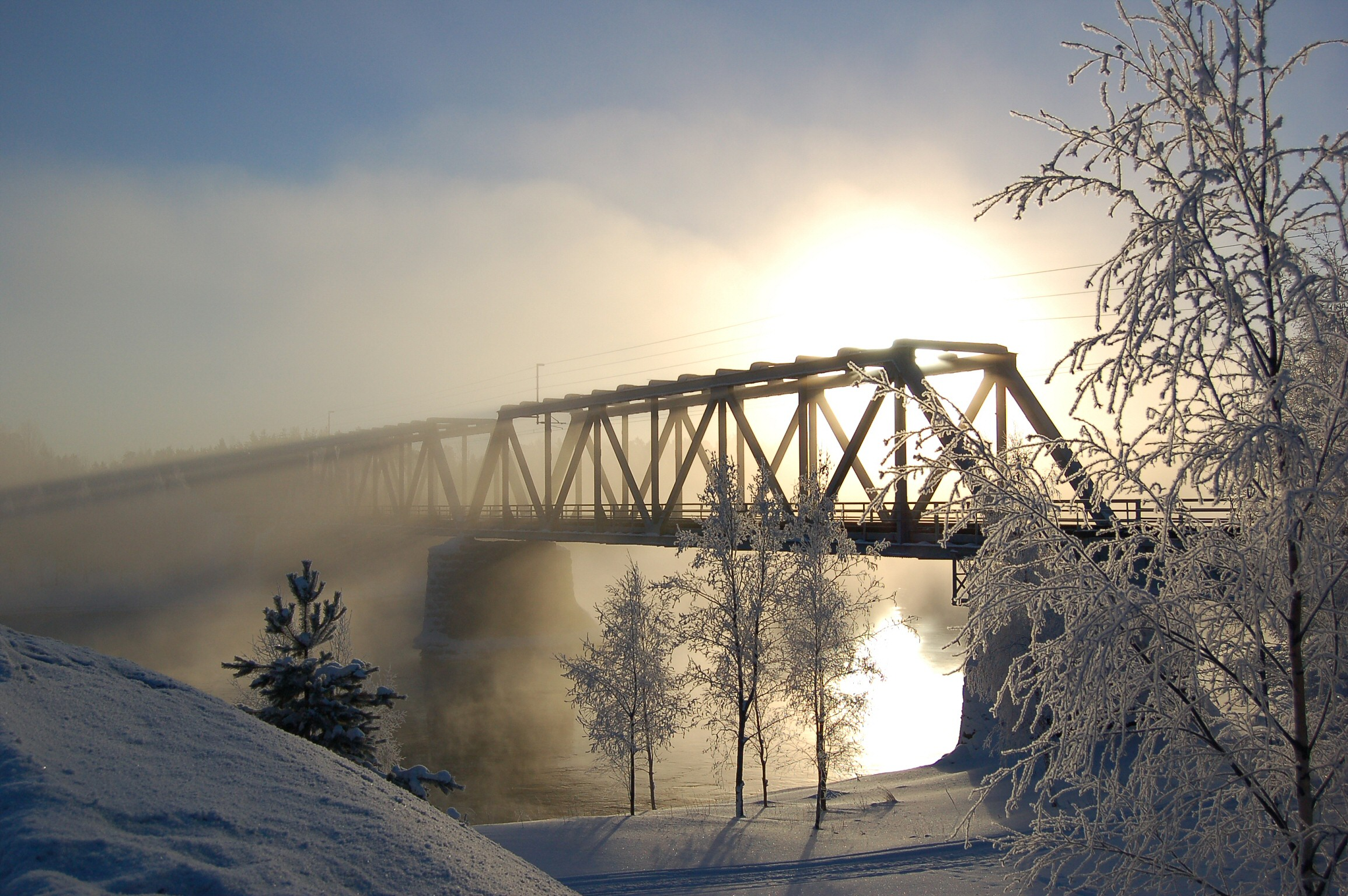
Wiadukt Vaalankurkku nad rzeką Oulujoki

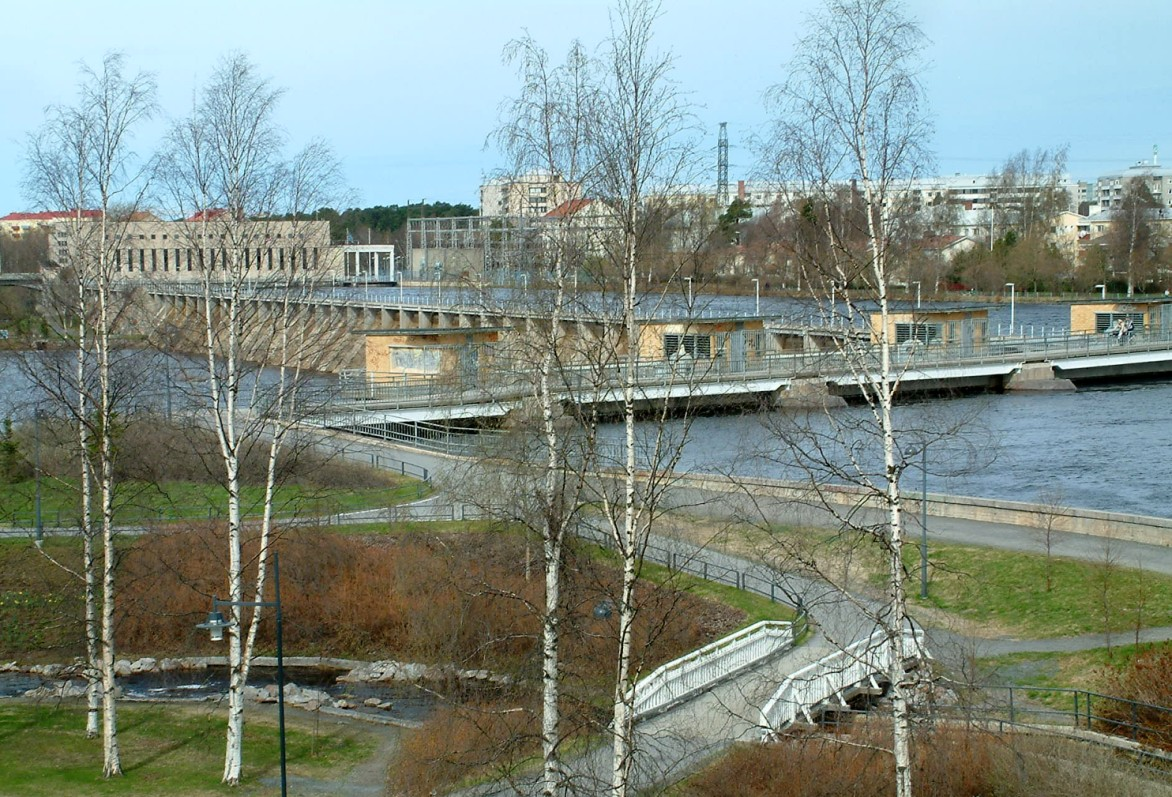
Elektrownia wodna Merikoski w Oulu

Oulujoki (szw. Ule älv) – rzeka w Finlandii przepływająca przez regiony Kainuu i Ostrobotnia Północna.
Jej źródła znajdują się w jeziorze Oulujärvi, a dorzecze pokrywa znaczną część prowincji Kainuu. Ujście do Bałtyku znajduje się w Oulu. Przy ujściu położony jest port.

## Elektrownie wodne na rzece Oulujoki
Prace regulacyjne rozpoczęto na Oulujoki w latach 40. XX wieku, głównie w celu pozyskiwania energii, ale również w celu ochrony przed powodziami. Obecnie na rzece działa 18 elektrowni wodnych o łącznej mocy powyżej 550 MW, produkujących 2500 GWh.
| Nazwa       | Rok rozpoczęcia pracy | Spadek wody | Moc     |
| ----------- | --------------------- | ----------- | ------- |
| Ämmä        |                       |             |         |
| Seitenoikea | 1961                  |             | 31 MW   |
| Leppikoski  |                       |             |         |
| Jylhämä     | 1952                  | 11 m        | 50 MW   |
| Nuojua      | 1955                  | 22 m        | 80 MW   |
| Utanen      | 1957                  | 15,6 m      | 55 MW   |
| Ala-Utos    | 1957                  | 6,2 m       | 0,5 MW  |
| Pälli       | 1954                  | 13,8 m      | 50 MW   |
| Pyhäkoski   | 1951                  | 32,4 m      | 120 MW  |
| Montta      | 1957                  | 12,1 m      | 40 MW   |
| Merikoski   | 1954                  | 11 m        | 39,2 MW |